# Michelle Lukes
Michelle Lukes es una actriz inglesa, más conocida por haber interpretado a Lisa Torres en Doctors y a Julia Richmond en Strike Back: Project Dawn, Strike Back: Vengeance y en Strike Back: Shadow Warfare.

## Biografía
Es miembro del "National Theatre".

## Carrera
En 2004 obtuvo un pequeño papel en la película Alejandro Magno, donde interpretó a una bailarina. El 28 de enero de 2009, se unió al elenco recurrente de la serie médica Doctors, donde interpretó a Lisa Torres hasta el 28 de marzo de 2011.
En 2011 se unió al elenco de la serie Strike Back: Project Dawn, donde interpretó a la sargento Julia Richmond. En 2012 se unió al elenco de la serie Strike Back: Vengeance, donde volvió a interpretar a la sargento Julia Richmond; en 2013 se unió al elenco de la serie Strike Back: Shadow Warfare, la cuarta entrega de la serie Strike Back, donde interpretó nuevamente a Richmond. En 2015 apareció como personaje recurrente en los cuatro primeros episodios de la serie Strike Back: Legacy como Julia.

## Filmografía

### Series de televisión
| Año         | Serie                       | Personaje           | Notas                             |
| ----------- | --------------------------- | ------------------- | --------------------------------- |
| 2015        | Strike Back: Legacy         | Sgt. Julia Richmond | 4 episodios                       |
| 2013        | Strike Back: Shadow Warfare | Sgt. Julia Richmond | 9 episodios                       |
| 2012        | Strike Back: Vengeance      | Sgt. Julia Richmond | 10 episodios                      |
| 2011        | Strike Back: Project Dawn   | Sgt. Julia Richmond | 10 episodios                      |
| 2009 - 2011 | Doctors                     | Lisa Torres         | 29 episodios                      |
| 2008        | Casualty                    | Polly Denver        | episodio "Face the World"         |
| 2006        | Uncle Max                   | Mujer               | episodio "Uncle Max Goes Bowling" |

### Películas
| Año  | Título                        | Personaje        | Notas                                                  |
| ---- | ----------------------------- | ---------------- | ------------------------------------------------------ |
| 2014 | The Lost Legion               | Urbina Prima     | junto a Tom McKay, Brian Caspe y Jim High              |
| 2014 | Francis McGee is not for Sale | Jennifer Freeman | corto - junto a Sam Pay                                |
| 2004 | Alexander                     | Bailarina        | junto a Rosario Dawson, Colin Farrell y Angelina Jolie |

### Teatro
| Año  | Obra                                           | Personaje | Director (a) | Teatro           | Notas |
| ---- | ---------------------------------------------- | --------- | ------------ | ---------------- | ----- |
| 2004 | A Funny Thing Happened on the Way to the Forum | Vibrata   | Edward Hall  | National Theatre | -     |